# حفظ قائم على الأدلة
الحفظ القائم على الأدلة هو تطبيق الأدلة في إجراءات إدارة حفظ الطبيعة وصنع السياسات. يعرف على أنه تقييم منهجي للمعلومات العلمية من المنشورات والنصوص الخاضعة لمراجعة الأقران، وخبرات الممارسين، وتقييم الخبراء المستقلين، والمعرفة المحلية والأصلية المنشورة حول موضوع حفظ محدد. يشمل هذا تقييم الفعالية الحالية للتدخلات الإدارية المختلفة والتهديدات والمشاكل الناشئة والعوامل الاقتصادية.
نظمت عملية الحفظ القائم على الأدلة بناءً على الملاحظات القائلة بأن صنع القرار في مجال الحفظ يقوم على حدس و/أو تجربة الممارسين في أغلب الأحيان مع تجاهل الأشكال الأخرى من الأدلة على النجاحات والإخفاقات (مثل المعلومات العلمية). أدى ذلك إلى نتائج مكلفة وسيئة. يوفر الحفظ القائم على الأدلة إمكانية الوصول إلى المعلومات التي تدعم اتخاذ القرارات عن طريق إطار قائم على الأدلة «لما يصلح» في الحفظ.
يستند النهج القائم على الأدلة في الحفظ إلى ممارسة قائمة على الأدلة بدأت في الطب ثم انتشرت إلى التمريض، والتعليم، وعلم النفس ومجالات أخرى. وهو جزء من حركة أوسع نحو الممارسات القائمة على الأدلة.